# Oxireen
Oxireen is een mogelijke organische verbinding met als brutoformule C2H2O. De structuur is afgeleid van oxiraan (ethyleenoxide), maar nu is er een dubbele binding aanwezig. Dat zorgt ervoor dat de verbinding een zeer grote ringspanning heeft, zozeer zelfs dat onduidelijk is of oxireen als een stabiel molecuul bestaat.